# Aelurillus dubatolovi
Aelurillus dubatolovi är en spindelart som beskrevs av Galina N. Azarkina 2002. Aelurillus dubatolovi ingår i släktet Aelurillus och familjen hoppspindlar. Inga underarter finns listade i Catalogue of Life.